# Мост Антанаса Юозапавичюса
Мост Антанаса Юозапавичюса (лит. Antano Juozapavičiaus tiltas) — автодорожный металлический балочный мост через реку Нямунас в Алитусе, Литва. Соединяет районы Алитус I и Алитус II. Является частью дороги КК220, соединяющей Тракай и Алитус. 

## Расположение
Соединяет улицу Вильняус с улицей А. Юозапавичюса. 
Выше по течению находится мост Белой розы, ниже — мост тысячелетия Литвы.

## Название
Назван в честь литовского офицера Антанаса Юозапавичюса, погибшего на мосту 13 февраля 1919 года во время войны за независимость. В советское время был переименован в мост Томаса Тамулевичюса (лит. Tomo Tamulevičiaus tiltas). В 1989 году мосту возвращено первоначальное название.

## История
Первый деревянный мост в этом месте был построен русской армией в 1909 году. Общая длина моста составляла 187 м. Узкие пролёты и небольшая высота над уровнем водой (9 м) создавали препятствие во время ледохода. В 1936 году по проекту инженера А. Розенблюма (лит. Anatolijus Rozenbliumas) началось строительство нового железобетонного моста. Работами руководил инженер С. Тошкунас (лит. St. Toškūnas). Официальное открытие моста состоялось 13 февраля 1937 года в присутствии премьер-министра Ю. Тубялиса и было приурочено ко дню смерти А. Юозапавичюса. Въезды на мост были украшены барельефами, посвященным памяти А. Юозапавичюса (скульптор Ю. Зикарас). Стоимость строительства составила около 1,3 млн. лит. Мост был пятипролётным железобетонным балочным. Длина моста была 195 м, ширина — 9 м, высота над уровнем воды — 20 м. Это был самый большой мост такого типа в Прибалтике. 
В 1941 году мост был заминирован советскими военными, но немецким саперам удалось предотвратить взрыв. 14 июля 1944 году мост был взорван отступавшими немецкими войсками. С 1944 до 1956 года взамен моста действовала паромная переправа. В 1959 году был построен временный понтонный мост. 
7 мая 1967 году мост был открыт после реконструкции. Проект был разработан ленинградским институтом «Промтрансниипроект». Работы производились Алитусским дорожно-строительным управлением №8 (лит. Alytaus Kelių statybos valdyba №8) под руководством С. Сидабраса (лит. St. Sidabras).
В 1989 году рядом с мостом на правом берегу реки был установлен памятник А. Юозапавичюсу (авторы — В. Ярутис, К. Бабравичюс, П. Малочка, В. Валентиновичюс). В 1990 году на мосту были заново установлены восстановленные барельефы. 
В феврале 2018 года в Алитусском этнографическом музее представили сохранившиеся оригинальные барельефы.

## Конструкция

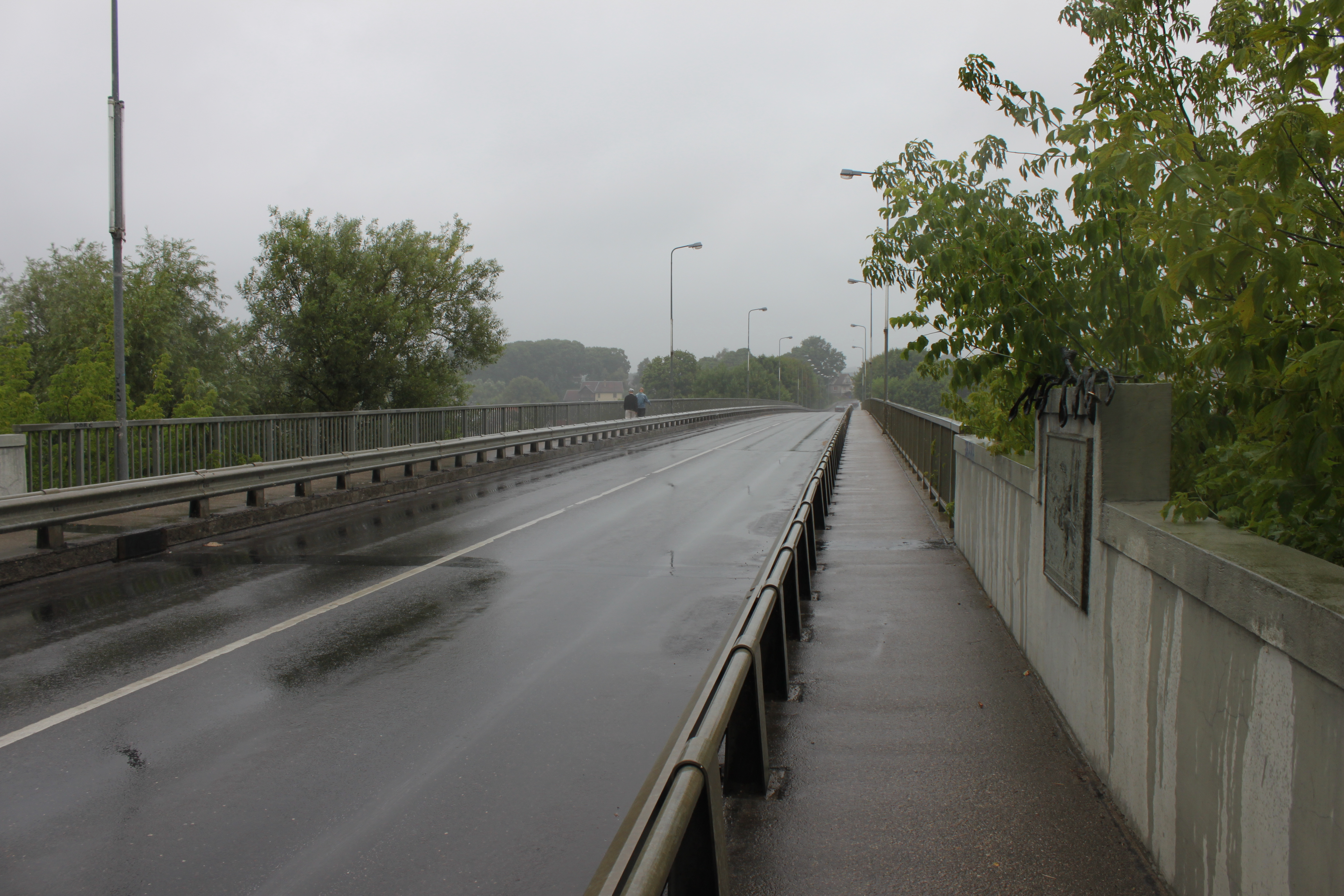
Проезжая часть моста

Мост пятипролётный металлический балочный. Пролётное строение моста сталежелезобетонное, состоит из стальных двутавровых балок постоянной высоты и железобетонной плиты проезжей части. Главные балки объединены между собой поперечными связями. Опоры моста монолитные железобетонные. Длина моста составляет 195 м, ширина моста — 10,2 м (из них ширина проезжей части — 7 м и два тротуара по 1,5 м).
Мост предназначен для движения автотранспорта и пешеходов. Проезжая часть включает в себя 2 полосы для движения автотранспорта. Покрытие проезжей части и тротуаров — асфальтобетон. Тротуары отделены от проезжей части металлическим барьерным ограждением. Перильное ограждение металлическое простого рисунка, заканчивается на устоях бетонным парапетом. При въездах на мост на парапетах установлены барельефы, посвященные памяти А. Юозапавичюса.